# Ramón Zabalo
Ramón Zabalo i Zubiaurre (10 de junho de 1910 - 2 de janeiro de 1967) foi um futebolista espanhol nascido no Reino Unido. Ele competiu na Copa do Mundo FIFA de 1934, sediada na Itália, na qual a seleção de seu país terminou na quinta colocação dentre os 16 participantes.